# Lac Rupa
Le lac Rupa (en népalais : रुपा ताल) est un lac du Népal situé dans le district de Kaski.